# Mariner 8
Il Mariner 8 fu una sonda spaziale nell'ambito del programma Mariner il cui intento era quello di raggiungere l'orbita di Marte e spedire immagini e dati alla Terra.
Venne lanciata da un Atlas-Centaur SLV-3C nel 1971, ma il lancio fallì e ricadde nell'oceano Atlantico.